# Маллаві
Маллаві - місто в Єгипті, розташований в губернаторстві Мінья, на лівому березі Нілу, приблизно за 40 км на південь від міста Ель-Мінья. Населення 140 215 жителів. Важливий центр сільського господарства. Промисловість представлена текстильними підприємствами. Розвинені ремесла. У місті збереглося багато пам'яток Стародавнього Єгипту. За 15 км від міста знаходиться некрополь Туна Ель-Габаль, де збереглися катакомби з усипальнями і муміями яструбів, кішок та інших священних тварин Стародавнього Єгипту.